# Thương mại đi động
Thương mại di động (Tiếng Anh: Mobile commerce), hay còn gọi là m-commerce được định nghĩa năm 1997 như là "Sự phân phối hàng hóa thương mại điện tử trực tiếp tới tay người tiêu dùng, ở bất cứ đâu, thông qua công nghệ không dây."
Theo BI Intelligence thống kê vào tháng 1 năm 2013, 29% người dùng điện thoại di động đã thực hiện mua hàng qua di động của họ. Walmart ước lượng khoảng 40% lượt khách hàng ghé thăm trang Web mua sắm trực tuyến Walmart thông qua thiết bị di động. Ngân hàng Bank of America dự đoán sẽ có khoảng 67,1 tỷ USD được sử dụng để mua sắm thông qua những thiết bị di động tại châu Âu và Mỹ vào năm 2015.

## Lịch sử
Diễn đàn thương mại di động toàn cầu, bao gồm hơn 100 tổ chức, đã ra mắt hoàn toàn tại London vào ngày 10 tháng 11 năm 1997. Kevin Duffey được bầu làm Chủ tịch điều hành tại cuộc họp đầu tiên vào tháng 11 năm 1997. Cuộc họp được khai mạc bởi Tiến sĩ Mike Short, cựu chủ tịch Hiệp hội GSM, với những dự báo đầu tiên về thương mại di động từ Kevin Duffey (Giám đốc Viễn thông Tập đoàn của Logica) và Tom Alexander (sau này là CEO của Virgin Mobile và sau đó là Orange). Hơn 100 công ty đã tham gia Diễn đàn trong vòng một năm, nhiều nhóm thành lập thương mại di động của riêng họ, ví dụ: MasterCard và Motorola. Trong số một trăm công ty này, hai công ty đầu tiên là Logica và Cellnet (sau này trở thành O2). Các tổ chức thành viên như Nokia, Apple, Alcatel và Vodafone đã bắt đầu một loạt các thử nghiệm và hợp tác.
Dịch vụ thương mại di động được giao lần đầu tiên vào năm 1997, khi hai máy bán hàng tự động Coca-Cola kích hoạt điện thoại di động đầu tiên được lắp đặt tại khu vực Helsinki ở Phần Lan. Các máy chấp nhận thanh toán qua tin nhắn văn bản SMS. Công việc này đã phát triển thành một số ứng dụng di động mới như dịch vụ ngân hàng dựa trên điện thoại di động đầu tiên được ra mắt vào năm 1997 bởi Merita Bank of Finland, cũng sử dụng SMS. Finnair check-in di động cũng là một cột mốc quan trọng, lần đầu tiên được giới thiệu vào năm 2001.
Máy chủ m-Commerce (tm) được phát triển vào cuối năm 1997 bởi Kevin Duffey và Andrew Tobin tại Logica đã giành giải thưởng Financial Times năm 1998 cho "sản phẩm di động sáng tạo nhất", trong một giải pháp được thực hiện với De La Ru, Motorola và Logica." Nhãn hiệu cho m-Commerce đã được nộp vào ngày 7 tháng 4 năm 1998.
Năm 1998, doanh số đầu tiên của nội dung số dưới dạng tải xuống điện thoại di động đã được thực hiện khi nhạc chuông có thể tải xuống thương mại đầu tiên được tung ra ở Phần Lan bởi Radiolinja (hiện là một phần của Elisa Oyj).
Hai nền tảng thương mại quốc gia lớn cho thương mại di động đã được ra mắt vào năm 1999: Tiền thông minh ở Philippines và dịch vụ Internet i-Mode của NTT DoCoMo tại Nhật Bản. i-Mode cung cấp gói chia sẻ doanh thu trong đó NTT DoCoMo giữ 9% phí người dùng đã trả cho nội dung và trả lại 91% cho chủ sở hữu nội dung.
Các dịch vụ liên quan đến thương mại di động lan rộng nhanh chóng vào đầu năm 2000. Na Uy đã triển khai thanh toán bãi đậu xe di động. Áo cung cấp vé tàu qua thiết bị di động. Nhật Bản cung cấp dịch vụ mua vé máy bay di động.
Vào tháng 4 năm 2002, dựa trên hoạt động của Diễn đàn thương mại di động toàn cầu (GMCF), Viện tiêu chuẩn viễn thông châu Âu (ETSI) đã chỉ định Joachim Hoffmann của Motorola phát triển các tiêu chuẩn chính thức cho thương mại di động. Khi bổ nhiệm ông Hoffman, ETSI dẫn lời các nhà phân tích trong ngành dự đoán rằng "thương mại điện tử đã sẵn sàng cho sự tăng trưởng theo cấp số nhân như vậy trong vài năm tới có thể đạt 200 tỷ USD vào năm 2004".
Kể từ năm 2008, UCL Computer Science và Peter J. Bentley đã chứng minh tiềm năng cho các ứng dụng y tế trên thiết bị di động.
Các thiết bị PDA và điện thoại di động đã trở nên phổ biến đến mức nhiều doanh nghiệp [chỉ định] bắt đầu sử dụng thương mại di động như một cách hiệu quả hơn để giao tiếp với khách hàng của họ.
Để khai thác thị trường thương mại di động tiềm năng, các nhà sản xuất điện thoại di động như Nokia, Ericsson, Motorola và Qualcomm đang hợp tác với các nhà mạng như AT & T Wireless và Sprint để phát triển điện thoại thông minh hỗ trợ WAP. Điện thoại thông minh cung cấp khả năng fax, e-mail và điện thoại.
"Lợi nhuận cho các nhà cung cấp thiết bị và nhà cung cấp bản lề trên các thiết bị di động cao cấp và các ứng dụng sát thủ đi kèm", Burchett nói Những người chấp nhận lâu năm, như thị trường giới trẻ, vốn nhạy cảm nhất về giá, cũng như cởi mở hơn đối với các ứng dụng và nội dung di động cao cấp, cũng phải là mục tiêu chính của các nhà cung cấp thiết bị.
Kể từ khi iPhone ra mắt năm 2007, thương mại di động đã chuyển khỏi các hệ thống SMS và vào các ứng dụng thực tế. SMS có lỗ hổng bảo mật đáng kể và các vấn đề tắc nghẽn, mặc dù nó có sẵn rộng rãi và có thể truy cập được. Ngoài ra, những cải tiến về khả năng của các thiết bị di động hiện đại khiến cho việc đặt thêm gánh nặng tài nguyên lên thiết bị di động là điều khôn ngoan.
Gần đây, các chủ doanh nghiệp "gạch vữa", và các nhà bán lẻ hộp lớn, đã nỗ lực tận dụng lợi thế của thương mại di động bằng cách sử dụng một số khả năng di động như dịch vụ dựa trên vị trí, quét mã vạch và thông báo đẩy để cải thiện trải nghiệm khách hàng mua sắm trong các cửa hàng vật lý. Bằng cách tạo ra cái được gọi là môi trường "gạch và nhấp", các nhà bán lẻ vật lý có thể cho phép khách hàng truy cập các lợi ích chung của việc mua sắm trực tuyến (như đánh giá sản phẩm, thông tin và phiếu giảm giá) trong khi vẫn mua sắm trong cửa hàng thực. Đây được coi là cầu nối giữa khoảng cách tạo ra bởi thương mại điện tử và mua sắm tại cửa hàng và đang được các nhà bán lẻ vật lý sử dụng như một cách để cạnh tranh với mức giá thấp hơn thường thấy thông qua các nhà bán lẻ trực tuyến. Vào giữa mùa hè 2013, các nhà bán lẻ "omnichannel" (những người có thương mại điện tử và bán hàng tại cửa hàng quan trọng) đã thấy từ 25% đến 30% lưu lượng truy cập đến các tài sản trực tuyến của họ có nguồn gốc từ thiết bị di động. Một số trang web bán lẻ chỉ chơi / trực tuyến thuần túy (đặc biệt là các trang web trong danh mục du lịch) cũng như các trang web bán hàng flash và các trang web giao dịch đã nhìn thấy từ 40% đến 50% lưu lượng truy cập (và đôi khi đáng kể hơn) bắt nguồn từ thiết bị di động.
Ứng dụng Google Wallet Mobile App ra mắt vào tháng 9 năm 2011 và liên doanh thương mại điện tử được thành lập vào tháng 6 năm 2011 giữa Vodafone, O2, Orange và T-Mobile là những phát triển gần đây đáng chú ý. Phản ánh tầm quan trọng của thương mại điện tử, vào tháng 4 năm 2012, Ủy viên cạnh tranh của Ủy ban châu Âu đã ra lệnh điều tra chuyên sâu về liên doanh thương mại điện tử giữa Vodafone, O2, Orange và T-Mobile. Một cuộc khảo sát gần đây cho biết năm 2012, 41% khách hàng điện thoại thông minh đã mua các sản phẩm bán lẻ bằng thiết bị di động của họ.

## Sản phẩm và dịch vụ có sẵn

### Chuyển tiền di động
Ở Kenya chuyển tiền chủ yếu được thực hiện thông qua việc sử dụng điện thoại di động. Đây là một sáng kiến của một công ty trị giá hàng triệu đô la ở Kenya có tên Safaricom. Hiện tại, các công ty liên quan là Safaricom và Airtel. Dịch vụ chuyển tiền di động ở Kenya hiện được hai công ty cung cấp dưới tên M-PESA và Airtel Money.
Một hệ thống tương tự có tên MobilePay đã được Danske Bank tại Đan Mạch vận hành từ năm 2013. Nó đã trở nên phổ biến đáng kể với khoảng 1,6 triệu người dùng vào giữa năm 2015. Một hệ thống tương tự khác có tên Vipps đã được giới thiệu ở Na Uy vào năm 2015.
Máy rút tiền tự động di động (ATM) là một loại ATM đặc biệt. Hầu hết các máy ATM đều có nghĩa là đứng yên và chúng thường được tìm thấy gắn liền với các tổ chức tài chính, trong các cửa hàng và trong trung tâm thương mại. Mặt khác, một máy ATM di động có nghĩa là được di chuyển từ vị trí này sang vị trí khác. Loại ATM này thường được tìm thấy tại các sự kiện đặc biệt mà dịch vụ ATM chỉ cần tạm thời. Ví dụ, chúng có thể được tìm thấy tại các lễ hội, hội chợ và diễu hành. Chúng cũng có thể được sử dụng tại các hội thảo và hội thảo khi không có ATM thường xuyên gần đó.
ATM di động thường là các thiết bị độc lập không cần tòa nhà hoặc vỏ bọc. Thông thường, ATM di động có thể được đặt ở bất kỳ vị trí nào và có thể truyền thông tin giao dịch không dây, do đó không cần phải có đường dây điện thoại tiện dụng. Tuy nhiên, các máy ATM di động có thể yêu cầu quyền truy cập vào một nguồn điện, mặc dù có một số khả năng chạy trên các nguồn năng lượng thay thế. Thông thường, các đơn vị này được xây dựng bằng vật liệu chịu thời tiết, vì vậy chúng có thể được sử dụng trong thực tế bất kỳ loại điều kiện thời tiết. Ngoài ra, các máy này thường có bộ phận sưởi ấm và điều hòa không khí bên trong giúp duy trì hoạt động của chúng bất chấp nhiệt độ của môi trường. Các dịch vụ tiền điện thoại di động cho các nhà khai thác, các nhà khai thác hiện đang tìm cách hiệu quả để triển khai và quản lý mạng lưới phân phối có thể hỗ trợ rút tiền và rút tiền Không giống như ATM truyền thống, sicap Mobile ATM đã được thiết kế đặc biệt để kết nối với các nền tảng tiền điện thoại di động và cung cấp chất lượng ATM cấp ngân hàng. Tại Hungary, Vodafone cho phép thanh toán bằng tiền mặt hoặc thẻ ngân hàng cho hóa đơn điện thoại hàng tháng. Thị trường Hungary là một nơi mà các khoản ghi nợ trực tiếp không phải là thông lệ tiêu chuẩn, do đó, cơ sở này giảm bớt gánh nặng xếp hàng cho một nửa số người trả sau của cơ sở thuê bao Vodafone ở Hungary.

### Bán vé di động
Vé có thể được gửi đến điện thoại di động bằng nhiều công nghệ. Người dùng sau đó có thể sử dụng vé của họ ngay lập tức, bằng cách xuất trình điện thoại di động của họ khi kiểm tra vé dưới dạng thẻ lên máy bay kỹ thuật số. Hầu hết số người dùng hiện đang chuyển sang công nghệ này. Ví dụ tốt nhất sẽ là IRCTC nơi vé đến dưới dạng SMS cho người dùng. Công nghệ mới như RFID hiện có thể được sử dụng để cung cấp trực tiếp một vé kỹ thuật số liên kết thông qua phần cứng thiết bị di động được liên kết với phần mềm có liên quan.

### Chứng từ di động, phiếu giảm giá và thẻ khách hàng thân thiết
Công nghệ bán vé di động cũng có thể được sử dụng để phân phối chứng từ, phiếu giảm giá và thẻ khách hàng thân thiết. Các mục này được thể hiện bằng mã thông báo ảo được gửi đến điện thoại di động. Một khách hàng giới thiệu điện thoại di động với một trong số các mã thông báo này tại điểm bán sẽ nhận được lợi ích giống như khi họ có mã thông báo truyền thống. Các cửa hàng có thể gửi phiếu giảm giá cho khách hàng sử dụng các dịch vụ dựa trên vị trí để xác định khi nào khách hàng ở gần. Sử dụng một thiết bị được kết nối và hiệu ứng mạng cũng có thể cho phép chơi game trong trải nghiệm mua sắm.

### Nội dung thu mua và đặt hàng
Hiện tại, nội dung thu mua và phân phối di động chủ yếu bao gồm bán nhạc chuông, hình nền, ứng dụng và trò chơi cho điện thoại di động. Sự hội tụ của điện thoại di động, máy nghe nhạc cầm tay và máy phát video vào một thiết bị duy nhất đang làm tăng việc mua và cung cấp các bản nhạc và video có độ dài đầy đủ. Tốc độ tải xuống khả dụng với mạng 4G giúp bạn có thể mua phim trên thiết bị di động trong vài giây.

### Dịch vụ dựa trên vị trí
Vị trí của người dùng điện thoại di động là một thông tin quan trọng được sử dụng trong các giao dịch thương mại di động hoặc thương mại di động. Biết vị trí của người dùng cho phép các dịch vụ dựa trên vị trí, chẳng hạn như:
- Ưu đãi giảm giá tại chỗ
- Thời tiết địa phương
- Theo dõi và giám sát người dân
- Nhắm mục tiêu theo dữ liệu ở cấp siêu cục bộ (hyper-local)

### Dịch vụ thông tin
Một loạt các dịch vụ thông tin có thể được cung cấp cho người dùng điện thoại di động theo cách tương tự như nó được phân phối cho PC. Những dịch vụ này bao gồm:
- Tin tức
- Báo giá cổ phiếu
- Điểm thể thao
- Các báo cáo tài chính
- Báo cáo giao thông
- Cảnh báo khẩn cấp
- Thông báo dựa trên vị trí

Thông tin giao thông tùy chỉnh, dựa trên các mẫu du lịch thực tế của người dùng, có thể được gửi đến thiết bị di động. Dữ liệu tùy chỉnh này hữu ích hơn so với phát báo cáo lưu lượng truy cập chung, nhưng không thực tế trước khi phát minh ra các thiết bị di động hiện đại do yêu cầu băng thông.

### Ngân hàng di động
Bài chi tiết: Ngân hàng di động
Các ngân hàng và các tổ chức tài chính khác sử dụng thương mại di động để cho phép khách hàng của họ truy cập thông tin tài khoản và thực hiện các giao dịch, chẳng hạn như mua cổ phiếu, chuyển tiền. Dịch vụ này thường được gọi là ngân hàng di động, hoặc ngân hàng di động.

### Môi giới di động
Dịch vụ thị trường chứng khoán được cung cấp qua thiết bị di động cũng trở nên phổ biến hơn và được gọi là Môi giới di động. Họ cho phép người đăng ký phản ứng với sự phát triển của thị trường một cách kịp thời và không phân biệt vị trí thực tế của họ.

### Đấu giá
Các giải pháp đấu giá ngược di động đã trở nên phổ biến. Không giống như đấu giá truyền thống, đấu giá ngược (hoặc đấu giá giá thấp) lập hóa đơn cho điện thoại của người tiêu dùng mỗi khi họ đặt giá thầu. Nhiều giải pháp thương mại SMS di động dựa trên mua hàng một lần hoặc đăng ký một lần; tuy nhiên, đấu giá ngược mang lại lợi nhuận cao cho nhà cung cấp dịch vụ di động vì họ yêu cầu người tiêu dùng thực hiện nhiều giao dịch trong một khoảng thời gian dài.

### Trình duyệt di động
Bài chi tiết: Trình duyệt di động
Sử dụng trình duyệt di động, một trình duyệt World Wide Web trên thiết bị di động, khách hàng có thể mua sắm trực tuyến mà không cần phải ở máy tính cá nhân. Nhiều ứng dụng tiếp thị di động có khả năng định vị địa lý hiện đang phân phối các thông điệp tiếp thị cụ thể của người dùng đến đúng người vào đúng thời điểm.

### Mua hàng di động
Các thương nhân bán theo danh mục có thể chấp nhận đơn đặt hàng từ khách hàng điện tử, thông qua thiết bị di động của khách hàng. Trong một số trường hợp, thương nhân thậm chí có thể giao danh mục điện tử, thay vì gửi một danh mục giấy cho khách hàng. Người tiêu dùng thực hiện mua hàng trên thiết bị di động cũng có thể nhận được các dịch vụ và ưu đãi tăng giá trị gia tăng. Một số thương nhân cung cấp các trang web di động được tùy chỉnh cho màn hình nhỏ hơn và giao diện người dùng hạn chế của thiết bị di động.

### Thanh toán điện thoại di động trong ứng dụng
Thanh toán có thể được thực hiện trực tiếp bên trong một ứng dụng chạy trên hệ điều hành điện thoại thông minh phổ biến, chẳng hạn như Google Android. Công ty phân tích Gartner dự kiến các giao dịch mua trong ứng dụng sẽ thúc đẩy 41% doanh thu của cửa hàng ứng dụng (còn được gọi là nền tảng phân phối phần mềm di động) trong năm 2016. Mua trong ứng dụng có thể được sử dụng để mua hàng hóa ảo, nội dung mới và nội dung di động khác và cuối cùng được các nhà mạng di động lập hóa đơn thay vì chính các cửa hàng ứng dụng. Hệ thống thương mại di động IPX của Ericsson được 120 nhà mạng di động sử dụng để cung cấp các tùy chọn thanh toán như dùng thử trước khi mua, cho thuê và đăng ký.

### Tiếp thị và quảng cáo trên di động
Trong bối cảnh thương mại di động, tiếp thị di động đề cập đến tiếp thị được gửi đến các thiết bị di động. Các công ty đã báo cáo rằng họ thấy phản ứng tốt hơn từ các chiến dịch tiếp thị trên thiết bị di động so với các chiến dịch truyền thống. Lý do chính cho điều này là bản chất tức thời của việc ra quyết định của khách hàng mà các ứng dụng và trang web di động cho phép. Người tiêu dùng có thể nhận được một thông điệp tiếp thị hoặc phiếu giảm giá và trong vài giây, đưa ra quyết định mua và tiếp tục hoàn thành việc bán hàng - mà không làm gián đoạn hoạt động trong thế giới thực hiện tại của họ.
Ví dụ, một bà mẹ bận rộn chăm sóc các công việc gia đình có con trong tay có thể nhận được thông điệp tiếp thị trên điện thoại di động về các sản phẩm dành cho trẻ em từ một cửa hàng địa phương. Cô ấy có thể và trong vài cú nhấp chuột, đặt hàng cho các nguồn cung cấp của mình mà không cần phải lên kế hoạch trước cho nó. Không cần phải lấy ví của cô ấy và săn thẻ tín dụng, không cần đăng nhập vào máy tính xách tay của cô ấy và cố gắng nhớ lại địa chỉ web của cửa hàng mà cô ấy đã ghé thăm tuần trước, và chắc chắn không cần phải tìm người trông trẻ để che chở cho cô ấy trong khi cô ấy chạy đến cửa hàng địa phương.
Nghiên cứu chứng minh rằng người tiêu dùng của thị trường di động và hữu tuyến đại diện cho hai nhóm riêng biệt, những người bị điều khiển bởi các giá trị và hành vi khác nhau, và những người thể hiện các hồ sơ tâm lý và nhân khẩu học không giống nhau. Những khía cạnh nào thực sự phân biệt giữa một người mua sắm trực tuyến truyền thống từ nhà và một người mua sắm di động khi đang di chuyển ? Nghiên cứu cho thấy các cá nhân liên quan đến bốn chiều tình huống - thời gian, thời gian, bối cảnh xã hội và kiểm soát xác định mức độ phổ biến của họ như thế nào hoặc nằm ở vị trí người tiêu dùng. Những yếu tố này rất quan trọng trong việc kích hoạt thương mại điện tử từ thương mại điện tử. Do đó, thương mại di động thành công đòi hỏi phải phát triển các chiến dịch tiếp thị nhắm vào các kích thước cụ thể này và theo phân khúc người dùng.

### Ảnh hưởng đến thị trường người trẻ
Phương tiện di động là một lĩnh vực thay đổi nhanh chóng. Các công nghệ mới, như WiMax, hành động để tăng tốc đổi mới trong thương mại di động. Những người tiên phong trong quảng cáo di động bao gồm Vodafone, Orange và SK Telecom. Một nghiên cứu thực nghiệm cho thấy hơn 70% người dùng thương mại di động dưới 25 tuổi, tính đến năm 2019.
Thiết bị di động được sử dụng nhiều ở Hàn Quốc để tiến hành thương mại di động. Các công ty di động ở Hàn Quốc tin rằng công nghệ di động sẽ trở thành đồng nghĩa với lối sống của giới trẻ, dựa trên kinh nghiệm của họ với các thế hệ Hàn Quốc trước đây. "Lợi nhuận cho các nhà cung cấp thiết bị và nhà cung cấp bản lề trên các thiết bị di động cao cấp và các ứng dụng sát thủ đi kèm", Daniel Longfield nói.

### Phương thức thanh toán
Bài chi tiết: Thanh toán di động
Người tiêu dùng có thể sử dụng nhiều hình thức thanh toán trong thương mại di động, bao gồm:
- Thanh toán không tiếp xúc cho các giao dịch trực tiếp thông qua điện thoại di động (như Apple Pay hoặc Google Pay). Trong một hệ thống như EMV, chúng có thể tương thích với thẻ tín dụng và thẻ ghi nợ không tiếp xúc.
- Số điện thoại cao cấp, áp dụng phí cho hóa đơn đường dài của người tiêu dùng
- Thanh toán cho nhà khai thác di động cho phép thêm phí vào hóa đơn điện thoại di động của người tiêu dùng, bao gồm các khoản khấu trừ cho các gói gọi điện trả trước
- Thẻ tín dụng và thẻ ghi nợ:
  - Một số nhà cung cấp cho phép thẻ tín dụng được lưu trữ trong thẻ SIM của điện thoại hoặc phần tử bảo mật
  - Một số nhà cung cấp bắt đầu sử dụng mô phỏng thẻ máy chủ hoặc HCE (ví dụ: Google Wallet và Softcard)
  - Một số nhà cung cấp lưu trữ thông tin thẻ tín dụng hoặc thẻ ghi nợ trên đám mây; thường ở dạng token hóa. Với mã thông báo, xác minh thanh toán, xác thực và ủy quyền vẫn được yêu cầu, nhưng số thẻ thanh toán không cần được lưu trữ, nhập hoặc truyền từ thiết bị di động
- Dịch vụ thanh toán vi mô
- Thẻ có giá trị được lưu trữ, thường được sử dụng với các cửa hàng ứng dụng trên thiết bị di động hoặc cửa hàng âm nhạc (ví dụ: iTunes)

## Thiết kế ứng dụng
Thiết kế tương tác và thiết kế UX là cốt lõi của trải nghiệm thương mại điện tử từ quan niệm của nó, tạo ra các ứng dụng và trang web di động tạo ra các tương tác có thể sử dụng cao cho người dùng. Tuy nhiên, nhiều cuộc tranh luận đã xảy ra về trọng tâm cần được đưa ra cho các ứng dụng. Trong nghiên cứu gần đây, Parker và Wang đã chứng minh rằng trong các ứng dụng Thương mại thời trang, mức độ mà ứng dụng giúp người dùng mua sắm (tăng sự tiện lợi) là chức năng nổi bật nhất. Các ví dụ sử dụng như vậy có thể thông qua các tín hiệu thiết kế giúp người dùng tìm thấy sản phẩm của họ với tìm kiếm tối thiểu. Ngoài ra, mua sắm cho người khác là một động lực để tham gia vào các ứng dụng thương mại điện tử với ưu tiên lớn để tích hợp chặt chẽ với phương tiện truyền thông mạng xã hội.

## Thương mại ứng dụng
Sự phổ biến của các ứng dụng đã tạo ra sự lặp lại mới nhất của thương mại di động: thương mại ứng dụng. Điều này đề cập đến các giao dịch bán lẻ diễn ra trên một ứng dụng di động gốc. Thương mại ứng dụng được cho là hoạt động tốt hơn cả máy tính để bàn và web di động khi nói đến thời lượng duyệt và tương tác. Giá trị đơn hàng trung bình được báo cáo là lớn hơn với các ứng dụng bán lẻ so với thương mại điện tử truyền thống và tỷ lệ chuyển đổi trên các ứng dụng cao gấp đôi so với các trang web di động.

## Xu hướng mua sắm thiết bị di động
Các ứng dụng di động đóng vai trò là phương tiện để đảm bảo trải nghiệm người dùng tích cực, tương tác liền mạch và tăng doanh thu cho thương mại điện tử. Theo báo cáo của DesignRush, ứng dụng di động dự kiến sẽ tạo ra 189 tỷ đô la vào năm 2020. Hơn nữa, một nghiên cứu của Forrester cho thấy các thiết bị di động sẽ được tận dụng để tạo điều kiện cho doanh thu hơn 1 nghìn tỷ đô la trong năm 2018.